# Carpodetus serratus
Carpodetus serratus är en tvåhjärtbladig växtart som beskrevs av J.R. Forster och G. Forster. Carpodetus serratus ingår i släktet Carpodetus och familjen Rousseaceae. Inga underarter finns listade i Catalogue of Life.